# Velîka Vis, Ripkî
Velîka Vis (în ucraineană Велика Вісь) este localitatea de reședință a comunei Velîka Vis din raionul Ripkî, regiunea Cernihiv, Ucraina.

## Demografie
Componența lingvistică a localității Velîka Vis
     Ucraineană (97,35%)
     Rusă (1,59%)
     Alte limbi (1,06%)
Conform recensământului din 2001, majoritatea populației localității Velîka Vis era vorbitoare de ucraineană (97,35%), existând în minoritate și vorbitori de rusă (1,59%).